# المشعل (جريدة)
جريدة المشعل هي جريدة مغربية وأسبوعية مستقلة شاملة. تصدر عن شركة المشعل الجديدة. يقع مقر إدارتها بمدينة الدار البيضاء حي المعاريف. يديرها ويرأس تحريرها الصحفي إدريس شحتان.

## الطاقم
- إدريس شحتان (مدير النشر ورئيس التحرير)
- مصطفى لختاصير (سكرتير التحرير)
- عبد اللطيف السكارجي (كاتب صحفي)
- عبد الواحد الوز (كاتب صحفي)
- جميلة البزيوي (كاتبة صحفية)
- جمال الديابي (كاتب صحفي)
- عادل زين الدين (المراجعة اللغوية)
- حقيقو (الصور)
- سعد جلال (كاريكاتير)
- هند جارك (الماكيت والإخراج الفني)
- عزيز حكيك (الماكيت والإخراج الفني)
- إيمان نظمي (السكرتارية)
- ناهد المنصوري (قسم الإشهار)
- ياسين دسوقين (المكلف بالتوزيع)
- ليلى النميري (التصفيف)[3][4]